# Kaman-Kalehöyük
Pour les articles homonymes, voir Kaman.
Kaman-Kalehöyük, ou plus simplement Kalehöyük, est un site archéologique de Turquie ayant traversé plusieurs époques depuis le Bronze ancien. Il est situé en Anatolie centrale, à 100 km au sud-est d'Ankara, dans le district de Kaman.

## Description
Il s'agit d'un tumulus (höyük signifie tumulus) recouvrant différentes périodes, du bronze ancien à l'Empire ottoman, en passant par l'Âge du fer. On y aurait ainsi retrouvé les plus vieux fragments d'acier datés vers 200 apr. J.-C.

## Chronologie
Périodes archéologiques identifiées :
- Bronze ancien (IIIe millénaire av. J.-C.)
- Bronze moyen et final (XXe au XIIe siècle av. J.-C.)
- Âge du fer (XIIe au IVe siècle av. J.-C.)
- Empire ottoman (XVe au XVIIe siècle apr. J.-C.)